# 구리 동구릉 숭릉 정자각
구리 동구릉 숭릉 정자각(九里 東九陵 崇陵 丁字閣)은 대한민국 경기도 구리시 인창동 동구릉 숭릉에 있는 조선시대의 건축물이다. 2011년 12월 26일 대한민국의 보물 제1742호로 지정되었다.

## 개요
숭릉(崇陵)은 조선 18대 현종(顯宗)과 명성왕후 김씨(明聖王后 金氏)의 능으로 구리 동구릉에서 네 번째로 조성된 능이다. 능의 형식은 같은 언덕에 왕과 왕비의 봉분을 나란히 조성한 쌍릉(雙陵)이다.
정자각은 ‘丁’자형 평면의 건물로, 제향(祭享, 제사)을 지내는 건물이다. 현종이 세상을 떠난 1674년(숙종 즉위)에 건립되었다. 숭릉의 정자각은 조선왕릉 40기 중 유일하게 남아 있는 팔작지붕 형태로 정전 5칸, 배위청 3칸으로 구성된 8칸의 정자각이다.
기존의 5칸 정자각이 아닌 8칸 정자각이 나타나게 된 것은 영악전(靈幄殿)의 기능이 정자각에 흡수되면서 정자각의 규모가 커졌기 때문이다. 영악전은 왕릉 내에 재궁(梓宮, 왕과 왕비의 관)을 임시로 모시는 건물로, 건물의 크기는 재궁을 넣어두는 찬궁(攢宮)과 의례를 위한 각종 기물의 배치에 영향을 받아 정자각보다 크게 만들어졌다. 그러나 1673년부터 1674년까지 효종 영릉(寧陵)의 천릉(遷陵)과 효종 왕비 인선왕후의 국장, 현종의 국장을 연속해서 치르게 되자 왕릉 공사에 드는 재정이 어려워지고 백성들에게 끼치는 폐해가 커졌다. 이에 현종의 능을 조성할 당시의 왕인 숙종은 왕릉 공사를 축소하였고 그 일환으로 영악전을 만들지 않고 정자각이 그 기능을 흡수하게 하였다.
『산릉도감의궤』 등 문헌에 의하면 세종 영릉(英陵), 명종 강릉(康陵), 인조 장릉(長陵), 효종 영릉(寧陵)의 정자각이 팔작지붕이었으나, 후대에 모두 맞배지붕으로 교체되어 현재는 숭릉의 정자각만 팔작지붕으로 남아 있다. 특히 『현종숭릉산릉도감의궤』에 기록된 정자각 건립내용이 현재의 모습과 큰 차이가 없는 것으로 보아, 1674년 창건된 이래 규모나 지붕 형식이 크게 변형되지 않고 지금까지 유지되었다고 볼 수 있다.
따라서 숭릉 정자각은 변화된 17세기의 왕릉제도를 확인할 수 있는 귀중한 사례라는 점에서 역사적, 학술적, 예술적 가치가 매우 크다.

## 참고 자료
- 구리 동구릉 숭릉 정자각 - 국가유산청 국가유산포털